# Stazione di Deokso
La stazione di Deokso (덕소역 - 德沼驛, Deokso-yeok) è una stazione ferroviaria situata nella città di Namyangju, nella regione del Gyeonggi-do, facente parte dell'area metropolitana di Seul. La stazione è servita dalla linea Jungang del servizio ferroviario metropolitano di Seul, e dai treni regionali Mugunghwa-ho che collegano Seul con le altre maggiori città lungo la linea Jungang della Korail.

## Linee
Korail
■ Linea Jungang (Codice: K125)
■ Linea Jungang (serv. regionale)

## Struttura
La stazione è realizzata in superficie, con un fabbricato viaggiatori a ponte sopra i quattro binari, affiancati da due marciapiedi a isola. Sono presenti scale mobili e ascensori.
| 1-2 | ■ Linea Jungang        | per Paldang, Yangpyeong e Yongmun                         |
| 1-2 | ■ Linea Jungang (reg.) | per Wonju, Jecheon, Andong, Gyeongju, Taebaek e Gangneung |
| 3-4 | ■ Linea Jungang        | per Cheongnyangni, Wangsimni, Oksu, Ichon e Yongsan       |
| 3-4 | ■ Linea Jungang (reg.) | per Cheongnyangni e Yongsan                               |

## Stazioni adiacenti
| «             | Servizio      | »             |
| Linea Jungang | Linea Jungang | Linea Jungang |
| ------------- | ------------- | ------------- |
| Yangjeong     | Locale        | Dosim         |
| Donong←       | Espresso      | ← Dosim       |